# Foncebadón
Foncebadón ist ein sehr kleiner Ort am Jakobsweg in der Provinz León der Autonomen Gemeinschaft Kastilien-León, administrativ gehört er zu Santa Colomba de Somoza.

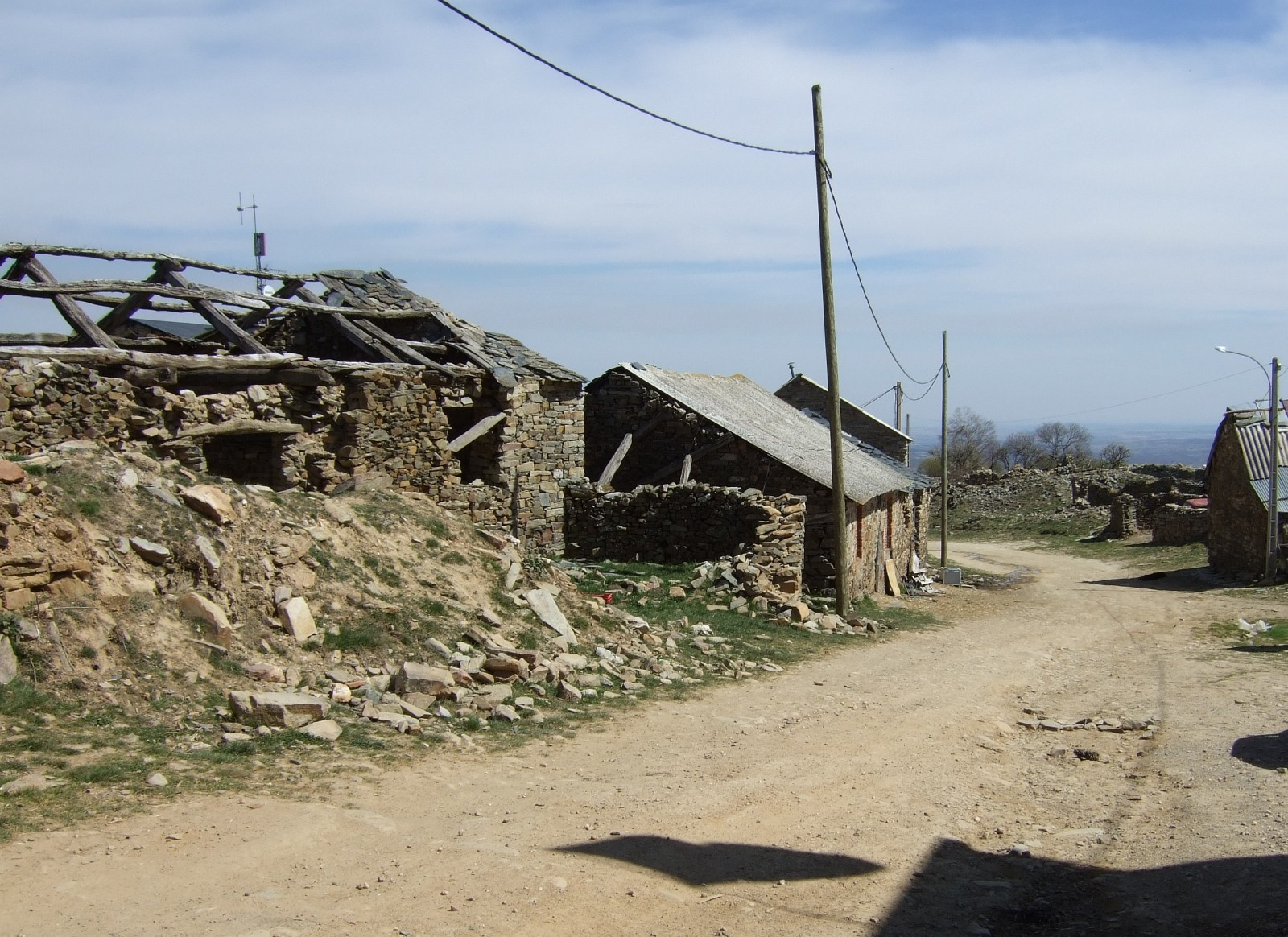
Ruinen im Ort, April 2009

Der Ort war lange Zeit wegen seiner Lage direkt vor dem Übergang über den Monte Irago, dem Puerto de Foncebadón mit dem Cruz de Ferro, sehr wichtig für den Jakobsweg. Eine erste Erwähnung gibt es aus dem 10. Jahrhundert, spätestens im 12. Jahrhundert errichtete hier der Einsiedler Gaucelmo ein Hospital und eine Herberge für Pilger: Alfons VI. gewährte in einer Urkunde von 1103 auf Bitten Gaucelmos der Herberge Foncebadón und der Kirche San Salvador de Irago Immunität. Im Mittelalter werden die Salvador-Kirche, ein dem Heiligen Johannes geweihtes Hospiz und die zum Hospiz gehörige Kirche der Hl. Maria Magdalena erwähnt. Später ließ sich hier eine von Astorga abhängige Einsiedlergemeinschaft nieder, zeitweise gab es auch Posten und Würde des Abtes von Foncebadón. 

Im Unabhängigkeitskrieg gegen die napoleonischen Truppen wurde das Dorf zerstört und danach wieder aufgebaut.
Spätestens mit der Landflucht in Spanien zu Beginn der zweiten Hälfte des zwanzigsten Jahrhunderts erlitt der Ort einen dramatischen Bevölkerungsverlust, der schließlich bei einer Einwohnerzahl null endete und den Ort in den 1980er Jahren zum Geisterdorf voller Ruinen werden ließ. Der brasilianische Schriftsteller Paulo Coelho platziert vor dieser Kulisse den Kampf des Ich-Erzählers seines Romans Auf dem Jakobsweg gegen einen schwarzen Hund, der das Dämonische symbolisiert.
Die Renaissance der Jakobswallfahrt rettete Foncebadón vor dem totalen Verfall. Zwar lebt erst ein Einwohner wieder ganzjährig im Dorf (Sommers belebt es sich mehr), neben einigen Privathäusern und der Pfarrkirche Santa Maria Magdalena wurden aber auch eine kleine Pilgerherberge und zwei Pensionen auf- bzw. wiederaufgebaut sowie etliche Lokale. Seit 2005 gibt es eine moderne Wasserver- und -entsorgung.
Beim Verlassen des Dorfes in Richtung Cruz de Ferro trifft man auf die Ruinen der Salvador-Kirche.